# Hyneria lindae
Hyneria è un genere estinto di grande pesce predatore sarcopterygio vissuto durante il periodo Devoniano, circa 360 milioni di anni fa (Famenniano), in quella che oggi è la Pennsylvania. Il genere contiene una singola specie, ossia H. lindae. Il nome del genere Hyneria è un riferimento al villaggio di Hyner, in Pennsylvania, luogo vicino a dove è stato rinvenuto il primo esemplare. L'epiteto specifico, lindae, deriva dal nome della moglie di Keith Stewart Thomson, che descrisse questo pesce. Tra i parenti di questo predatore vi era l'enorme Rhizodus, capace di raggiungere anche i 6-7 metri (19,6-22,9 piedi).

## Descrizione
Hyneria era un pesce molto grosso, la cui lunghezza totale è stimata tra 2,5-3,7 metri (8,2-12,1 piedi). Il cranio era formato da ossa dermiche pesanti e ornate mentre la mandibola era relativamente lunga e poco profonda. I denti erano robusti, e quelli posizionati nella premascella formano lunghe zanne anche di 5 centimetri (2 pollici). Il suo corpo era coperto da scaglie cicloidali. L'animale possedeva grandi canali sensoriali che probabilmente lo aiutavano a rilevare possibili prede, nelle acque torbide del suo ambiente.

## Scoperta
I fossili originali di Hyneria provengono da due località della Pennsylvania, negli Stati Uniti, uno trovato tra i villaggi di North Bend e Hyner e un altro vicino a Emporium. Consistevano in un cranio parziale disarticolato e frammenti della cintura scapolare. I fossili furono rinvenuti nella Formazione Catskill a Red Hill Shale, formazione risalente al Devoniano superiore. Questi rimasero gli unici resti conosciuti fino al 1993 quando un rinnovato sforzo di raccolta scoprì del nuovo e abbondante materiale fossile. Hyneria è considerato il più grande e comune pesce sarcopterigio rinvenuto a Red Hill Shale. Nel 2018, Daeschler & Downs pubblicarono una nuova diagnosi e ridescrizione della specie sulla base dei nuovi resti della Formazione Catskill, riuscendo a ricostruire gran parte dell'anatomia dell'animale.

## Nella cultura di massa
Hyneria compare nel programma della BBC L'impero dei mostri - La vita prima dei dinosauri. Ne è protagonista un esemplare femmina mentre cerca di attaccare due Hynerpeton, strisciando sulla terraferma con le pinne (stessa strategia di agguato utilizzata dall'orca con le foche). Questo è certamente ipotetico, dato che si crede che i pesci primitivi fossero capaci di allontanarsi dall'acqua per breve tempo.